# Biastes truncatus
Biastes truncatus  (лат.) — вид пчёл-кукушек из рода Biastes семейства Apidae.
Длина тела около 5—6 мм. Голова, грудь и брюшко чёрные, нежно пунктированные, у самок брюшко — коричневато-красноватое. Тело слабоопушенное. На тергитах брюшка белые войлочные пятна. Жвалы зазубренные. У самцов и самок усики 12-члениковые. Переднее крыло с 2 радиомедиальными ячейками. Клептопаразиты пчёл рода Dufourea (Dufourea dentiventris и Dufourea inermis), в гнёзда которых откладывают свои яйца. Как и другие пчёлы-кукушки не обладают приспособлениями для опыления и сбора пыльцы (нет корзиночек на ногах, модифицированных волосков на теле и т. д.).
Южная Европа, Кавказ,  Западная Азия, Дальний Восток. Вид был впервые описан в 1848 году в составе рода Nomada финским натуралистом Вильямом Нюландером.